# Sophie Farkas Bolla
Sophie Farkas Bolla, née en 1983 à Montréal, est une scénariste, monteuse et  réalisatrice québécoise.
Elle se fait reconnaître premièrement comme monteuse avec des nominations au Gala Québec Cinéma en 2018 et 2022.
Elle sort en 2023 son premier long métrage, Jules au pays d'Asha.

## Biographie
Sophie Farkas Bolla est née en 1983 à Montréal au Québec (Canada).
Elle étudie à l'École de cinéma Mel-Hoppenheim de Université Concordia de Montréal où elle complète un baccalauréat ès beaux-arts en production cinématographique en 2006. Durant ses études, elle réalise quatre courts métrages dont Visageôscope et Once Upon a Time, I can't Remember.
En 2023, après avoir réalisé trois courts métrages, Les Chroniques de l'autre en 2009, Istvan et la truite à fourrure en 2012 et Au temps des montres en 2015, elle sort son premier long métrage, Jules au pays d'Asha, qu'elle a aussi scénarisé avec Sarah Lalonde.

## Filmographie
Source: IMDb et TMDb

### Cinéma

#### Montage
- 2008 : Antoine (en) (documentaire) de Laura Bari (en)
- 2012 : Les États-Unis d'Afrique (United States of Africa) (documentaire)  de Yanick Létourneau (en)
- 2015 : P.S. Jerusalem (en) de Danae Elon (en)
- 2016 : Inuk en colère (en) (documentaire) d'Alethea Arnaquq-Baril
- 2016 : La Chambre du patriarche (The Patriarch's Room) (documentaire) de Danae Elon (en)
- 2016 : Wild Skin (en) de Ariane Louis-Seize
- 2017 : Born in the Maelstrom (court métrage) de Meryam Joobeur
- 2018 : Les Routes en février de Katherine Jerkovic
- 2019 : La Langue est donc une histoire d'amour (documentaire) d'Andres Livov
- 2020 : Beans de Tracey Deer
- 2020 : Apatrides (en) (documentaire) de Michèle Stephenson (en)
- 2021 : Travail à la demande (The Gig Is Up) (documentaire) de Shannon Walsh (en)
- 2022 : Le Coyote de Katherine Jerkovic

#### Réalisation
- 2009 : Les Chroniques de l'autre (court métrage)
- 2012 : Istvan et la truite à fourrure (court métrage)
- 2015 : Au temps des montres (court métrage)[5]
- 2023 : Jules au pays d'Asha

#### Scénario
- 2009 : Les Chroniques de l'autre (court métrage)
- 2012 : Istvan et la truite à fourrure (court métrage)
- 2015 : P.S. Jerusalem (en) de Danae Elon (en)
- 2015 : Au temps des montres
- 2016 : La Chambre du patriarche (The Patriarch's Room) (documentaire) de Danae Elon (en)
- 2023 : Jules au pays d'Asha

#### Production
- 2009 : Les Chroniques de l'autre (court métrage)
- 2012 : Istvan et la truite à fourrure (court métrage)

## Nominations
- 20e gala Québec Cinéma - 2018 : Prix Iris du meilleur montage d'un long métrage documentaire pour P.S. Jerusalem (en)
- 24e gala Québec Cinéma - 2022 : Prix Iris du meilleur montage pour Beans